# Esport a Romania
L'esport a Romania és una part important de la cultura del país. Romania ha guanyat protagonisme en diverses àrees esportives en les darreres dècades.
El futbol d'associació és l'esport més popular de Romania, una nació de 20 milions. El club amb més èxit és el Steaua Bucarest, que va ser el primer equip d'Europa de l'Est a guanyar la Copa d'Europa i la Supercopa d'Europa el 1986. Romania és una de les quatre seleccions nacionals europees que van participar en la primera Copa del Món el 1930. La selecció nacional de futbol de Romania ha participat en set Copes del Món de la FIFA i ha tingut la seva carrera amb més èxit durant la dècada de 1990, quan va arribar als quarts de final de la Copa del Món de la FIFA de 1994, perdent contra Suècia en la tanda de penals. Romania va quedar tercera classificada per la FIFA el 1997.
Altres esports populars són l'handbol, el voleibol, el bàsquet, la unió de rugbi, el tennis i la gimnàstica. Molts atletes romanesos han obtingut un èxit important i han guanyat campionats mundials i europeus en nombrosos esports durant els anys. Romania va participar en els Jocs Olímpics per primera vegada el 1900 i ha participat en 21 dels 28 jocs d'estiu. Ha estat un dels països amb més èxit als Jocs Olímpics d'Estiu, amb un total de 307 medalles aconseguides al llarg dels anys, de les quals 89 d'or, situant-se en la 15a posició general. Gairebé una quarta part de totes les medalles i 25 de les d'or es van guanyar en gimnàstica. Els atletes romanesos també han guanyat medalles d'or en altres esports olímpics, com ara rem, atletisme, piragüisme, lluita lliure, tir, esgrima, natació, llançament de disc, halterofília, boxa i judo.

## Esports d'equip

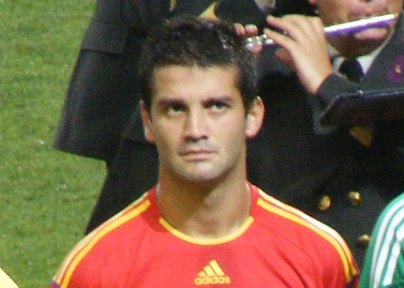
Cristian Chivu

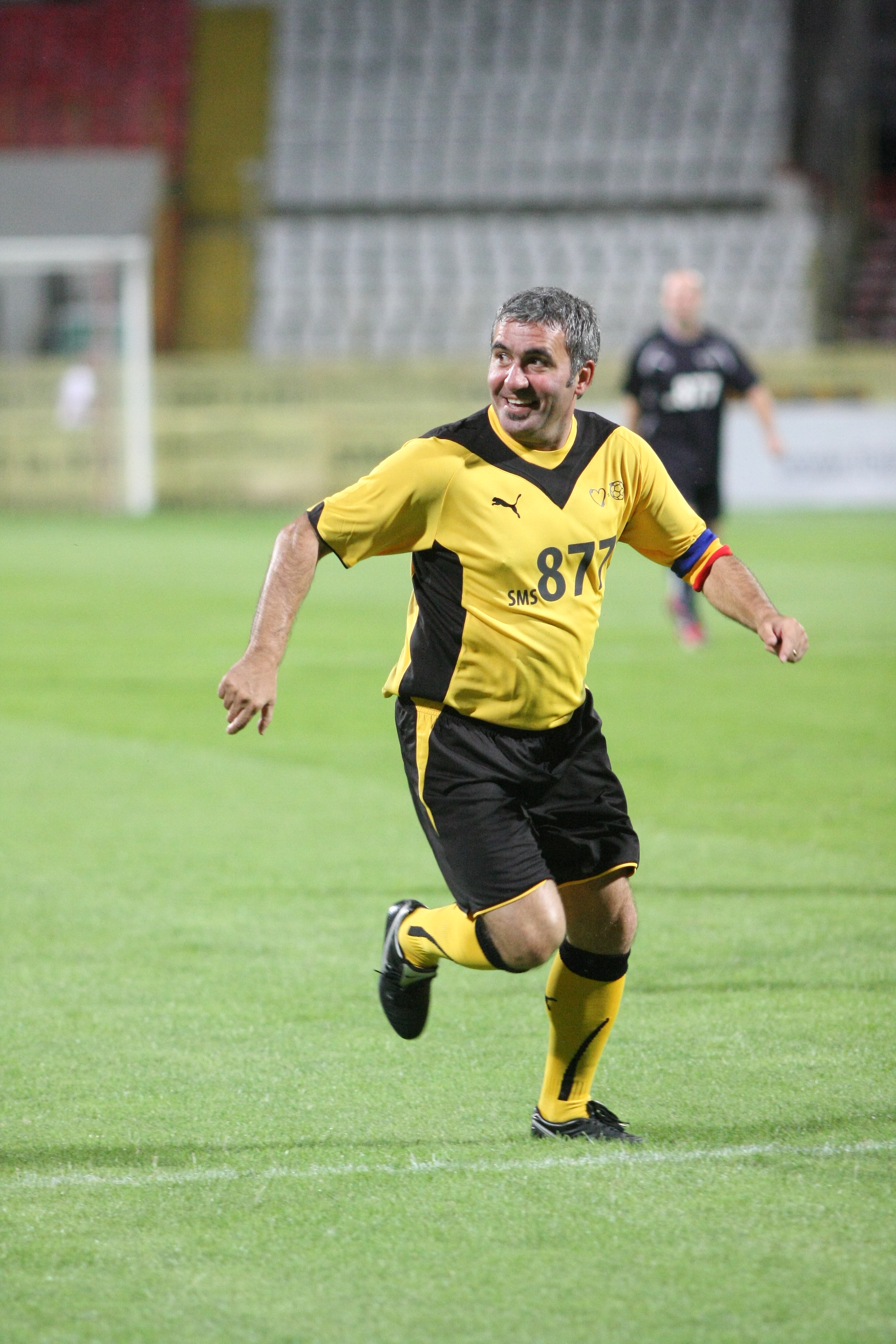
Gheorghe Hagi retratat el 2010

El futbol és l'esport més popular de Romania. El jugador romanès més conegut internacionalment és Gheorghe Hagi, que va jugar al Steaua București (Romania), al Reial Madrid, al FC Barcelona (Espanya) i al Galatasaray (Turquia), entre d'altres. Altres jugadors romanesos famosos són: Nicolae Dobrin, Ilie Balaci, Dudu Georgescu, Florea Dumitrache, Mircea Petescu, Dan Coe, Cornel Dinu, Marcel Răducanu, Mircea Lucescu, Anghel Iordănescu, Ion Dumitru, Rodion Cămătaru, Ladislau Boloni, Silviu Lung, Mircea Rednic, Gheorghe Popescu, Dan Petrescu, Constantin Gâlcă, Miodrag Belodedici, Dorinel Munteanu, Bogdan Stelea, Ioan Lupescu, Ilie Dumitrescu, Viorel Moldovan, Florin Răducioiu, Adrian Ilie, Bogdan Lobonț, Cosmin Contra, Cristian Chivu, Adrian Mutu, Răzvan Raț, Dorin Goian i Lucian Sânmărtean.
El 1986, el club de futbol romanès Steaua București es va convertir en el primer club d'Europa de l'Est que va guanyar el prestigiós títol de la Europaan Champions Cup. Van tornar a la final el 1989, però van perdre contra l'AC Milan. Altres clubs de futbol romanesos importants són el Dinamo București, Universitatea Craiova, Rapid București, FC Argeş Piteşti, FC Petrolul Ploieşti, UTA Arad i FC Timişoara. La selecció nacional de futbol de Romania ha participat en set Copes del Món de la FIFA, i ha tingut la seva carrera més reeixida durant la dècada de 1990, arribant als quarts de final de la Copa Mundial de la FIFA de 1994 als Estats Units, quan la "Generació d'Or" estava en el seu millor moment..
L'estadi National Arena de Bucarest va acollir la final de la UEFA Europa League 2012.

### Handbol

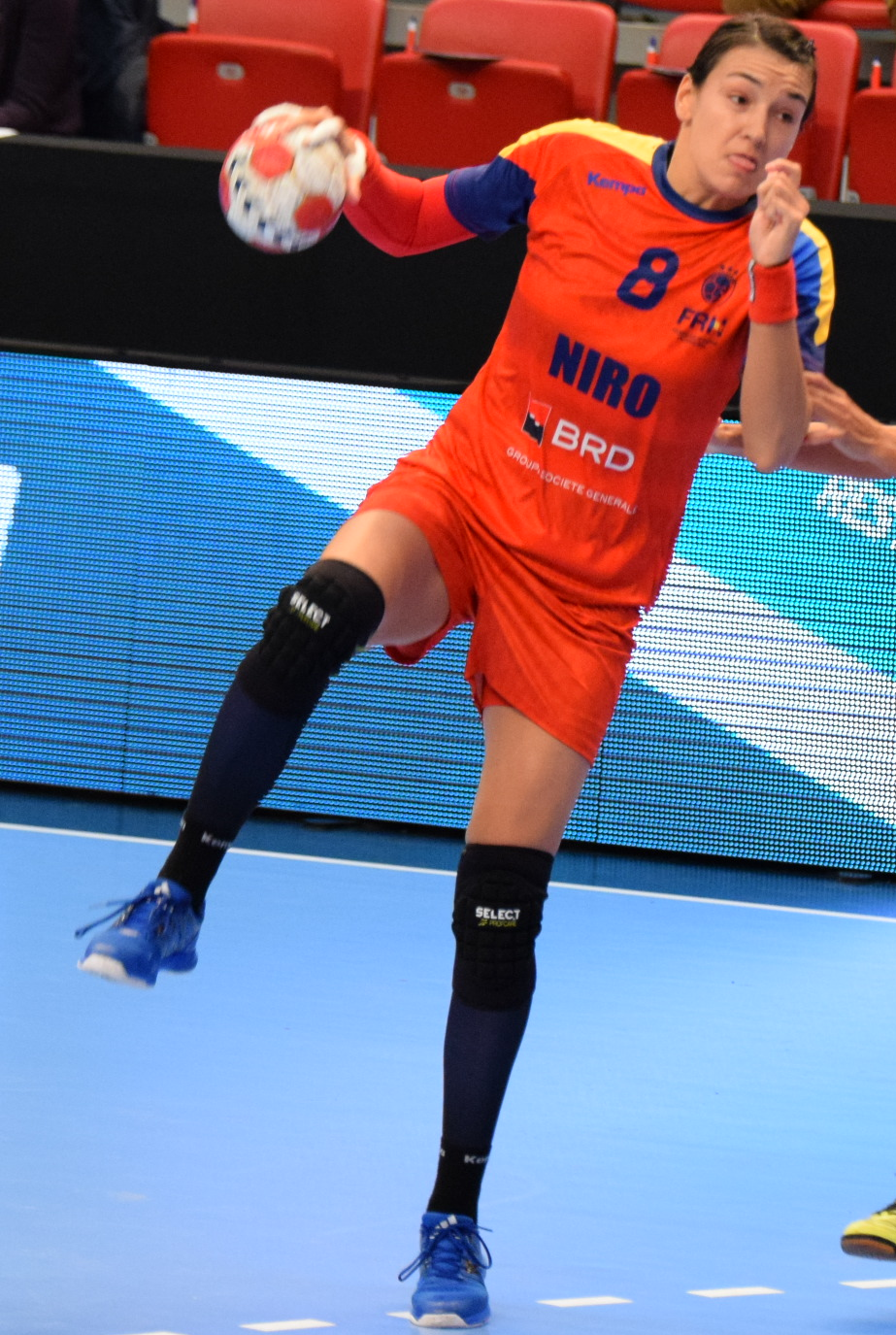
Cristina Neagu és l'única jugadora d'handbol femenina de la història que ha guanyat quatre premis de la IHF World Player of the Year

L'handbol és un dels esports més populars de Romania. L'equip nacional masculí d'handbol de Romania ha guanyat quatre vegades la Copa del Món d'Handbol IHF (1961, 1964, 1970 i 1974). L'únic altre equip que ha aconseguit aquest rècord és Suècia el 1999 i França el 2011. L'equip nacional femení d'handbol femení de Romania ha guanyat la Copa del Món d'handbol el 1962. Steaua, Dinamo i CSM București també han guanyat diversos títols europeus al llarg dels anys.
Romania ha produït molts grans jugadors d'handbol, com ara Gheorghe Gruia, Alexandru Dedu, Vasile Stângă, Mircea Costache II, Petre Ivănescu, Cornel Penu, Alexandru Buligan, Marian Dumitru, Cristian Gaţu i Cristian Zaharia.
Pel que fa a les dones, les millors romaneses són: quatre vegades guanyadora de la Jugadora Mundial de l'Any IHF Cristina Neagu, Luminița Dinu, Mariana Tîrcă, Narcisa Lecușanu, Valentina Elisei i Cristina Vărzaru.

### Voleibol
Romania està representada pels equips nacionals de voleibol masculí i femení, governats per la Federația Română de Volei i que participen en competicions internacionals de voleibol. Tant l'equip masculí com el femení han guanyat diverses medalles en competicions internacionals al llarg dels anys, especialment als anys cinquanta i seixanta. L'equip nacional masculí de voleibol també va guanyar una medalla de bronze als Jocs Olímpics de 1980. Entre els seus resultats destacats més recents s'inclou la Final 4 de la Lliga Europea de Voleibol Masculí del 2010. L'actuació també es va repetir l'any següent.
A nivell de club, Dinamo București, Rapid i CSM București han guanyat diversos títols europeus.
La ciutat de Bucarest va acollir la Final Four de la Lliga de Campions Femenina CEV 2017–18.

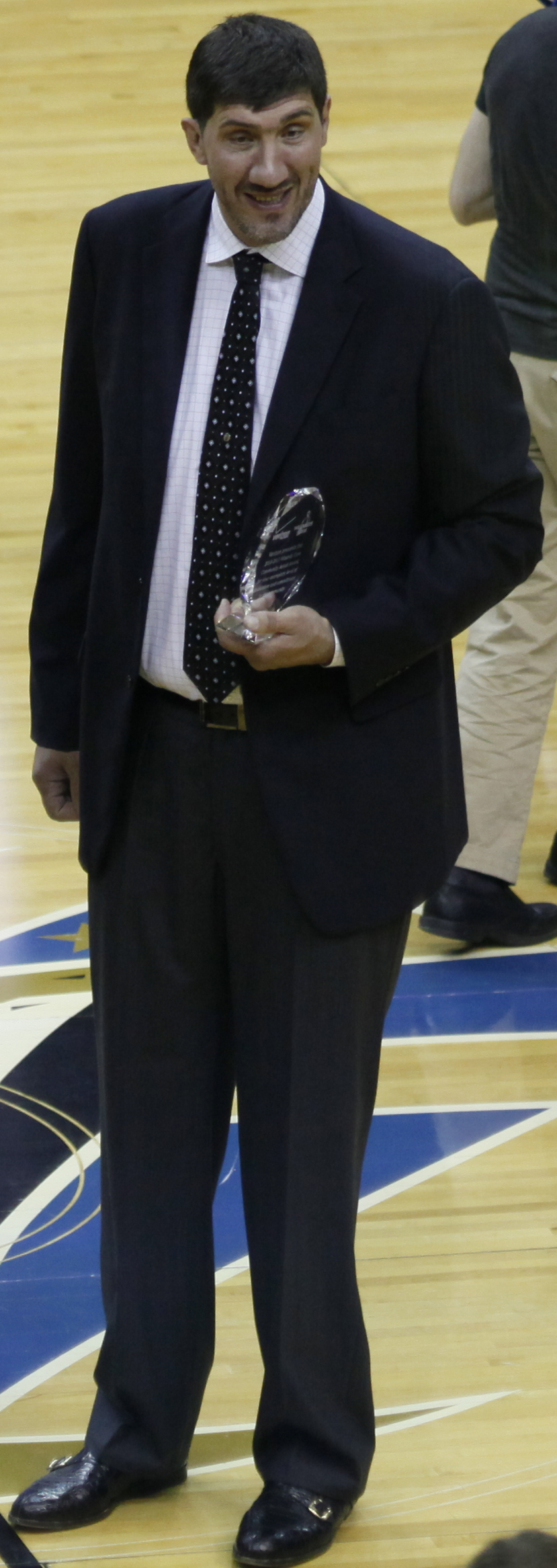
Gheorghe Mureșan retratat el 2010.

El bàsquet és un esport molt popular entre els joves romanesos, tot i que els seus resultats, tant passats com actuals, són més modestos que altres esports d'equip romanesos. Gheorghe Mureșan va ser el primer romanès a entrar a l'NBA i es va fer conegut com l'home més alt que ha jugat en aquesta lliga. Altres productes de l'escola de bàsquet romanesa són Mihai Albu, Dragoș Nosievici, Costel Cernat, Constantin Popa, Virgil Stănescu i Vlad Moldoveanu.
El 2016, Romania va ser escollida com a amfitrió del EuroBasket FIBA 2017. Romania acollirà la Copa del Món de bàsquet femení sub-17 FIBA 2020 amb Cluj-Napoca com a ciutat amfitriona entre el 15 i el 23 d'agost de 2020.

### Unió de rugbi

Romania jugant a Irlanda a Lansdowne Road el 2005.

La unió de rugbi és un esport d'equip relativament popular que es practica a Romania, amb una tradició de més de 100 anys. La selecció nacional de rugbi de Romania ha competit fins ara a totes les copes del món de rugbi.
Bucharest Wolves és l'equip que representa Romania a la European Challenge Cup.

## Esports individuals

### Gimnàstica

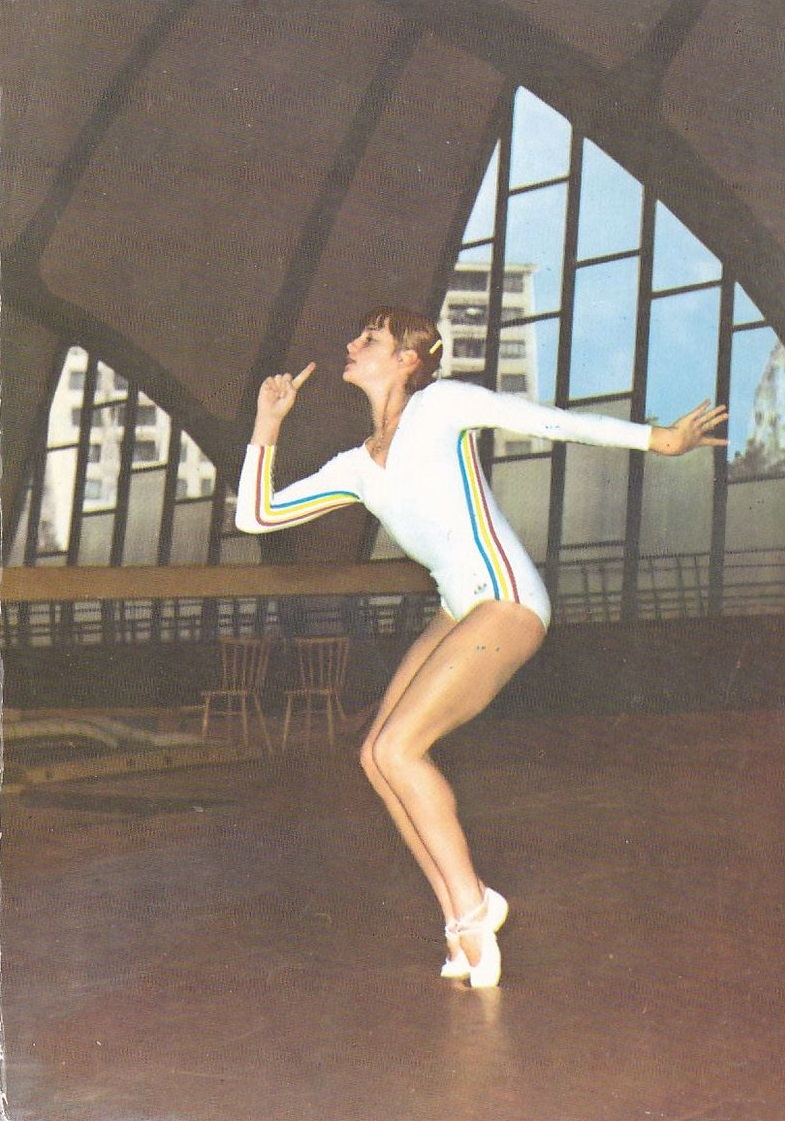
Nadia Comăneci és l'única atleta guardonada amb l'Ordre Olímpica dues vegades (1984, 2004).

Romania té una llarga tradició en gimnàstica artística, especialment en la competició femenina. La gimnàstica és responsable de la majoria de les medalles olímpiques de Romania, or, plata i bronze. La gimnasta romanesa més famosa és Nadia Comăneci, que va ser la primera gimnasta que va obtenir un 10 perfecte als Jocs Olímpics durant els Jocs Olímpics d'estiu del 1976. També va guanyar tres medalles d'or, una de plata i una de bronze, totes a l'edat de catorze anys. El seu èxit va continuar als Jocs Olímpics d'Estiu de 1980, aconseguint dues medalles d'or i dues medalles de plata. Als Jocs Olímpics de 1976, Teodora Ungureanu també ho va fer molt bé, però no va rebre tanta fama com Nadia. Altres gimnastes famoses són: Daniela Silivaş, Ecaterina Szabo, Lavinia Miloşovici, Gina Gogean, Simona Amânar, Andreea Răducan, Maria Olaru, Cătălina Ponor, Sandra Izbaşa i Larisa Iordache.
Els millors gimnastes masculins romanesos són: Marius Urzică i Marian Drăgulescu.
La gimnàstica té una llarga tradició a Romania que es remunta en el temps dècades abans del gran èxit de Mont-real. Romania també va tenir èxit als anys cinquanta, quan Elena Leușteanu va guanyar una medalla olímpica individual el 1956.

### Tennis

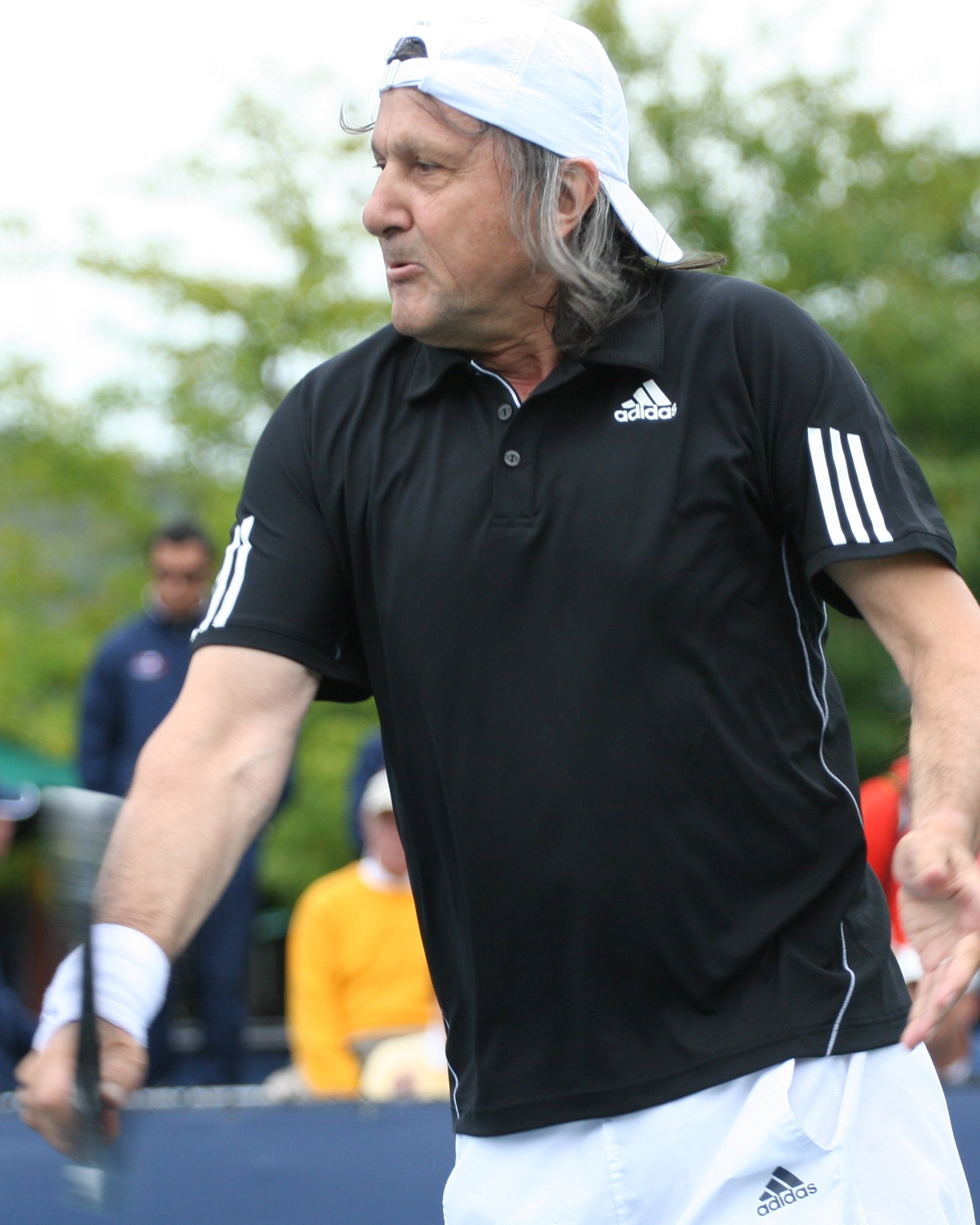
Ilie Năstase va ser ingressat al Saló Internacional de la Fama del Tennis el 1991.

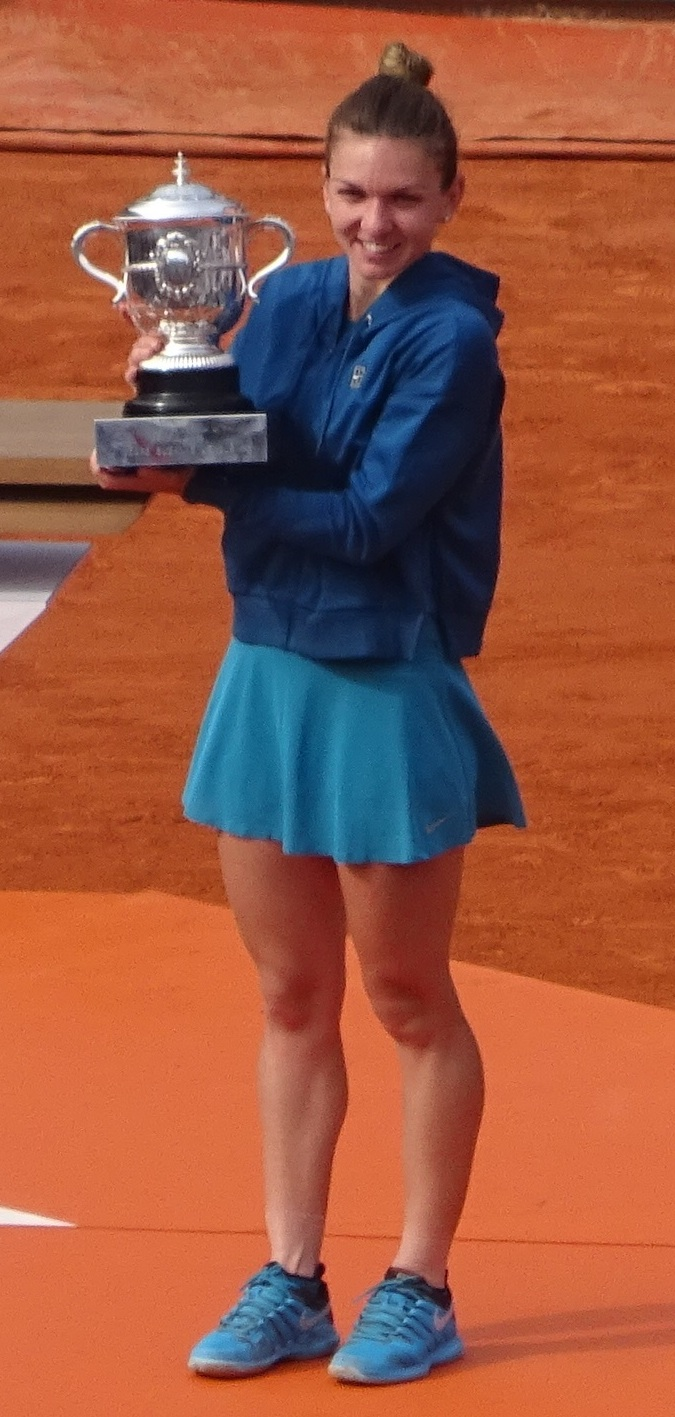
Simona Halep va ser la número 1 de finals d'any el 2017 i el 2018 va guanyar dos títols de Grand Slam

Ilie Năstase, famós tennista romanès, és una altra estrella de l'esport romanès de renom internacional. Va guanyar diversos títols de Grand Slam i dotzenes de torneigs més i va ser el primer jugador classificat com a número 1 per ATP del 1973 al 1974; també va ser un jugador de dobles amb èxit. Virginia Ruzici va ser una tennista d'èxit als anys setanta. Ilie Năstase i Simona Halep són les úniques tennistes romàniques que han aconseguit no. 1, a l'ATP i WTA, respectivament.
Romania va arribar a la final de la Copa Davis tres vegades (1969, 1971, 1972). Altres jugadors populars de tennis masculí inclouen Ion Ţiriac i Andrei Pavel. Pel que fa als jugadors en actiu, els millors romanesos masculins són els dobles, Horia Tecău i Florin Mergea, que també van aconseguir la primera medalla olímpica de Romania de tennis, una plata el 2016. En tennis femení, Magda Rurac, Virginia Ruzici, Irina Spîrlea i Ruxandra Dragomir es troben entre les millors jugadores romaneses de tots els temps. Entre els jugadors actius, destaquen Simona Halep, Sorana Cirstea, Mihaela Buzarnescu, Irina Begu i Monica Niculescu. Simona Halep ha guanyat dos títols individuals de Grand Slam : l'Open de França del 2018 i el Campionat de Wimbledon del 2019, i va ser el número 1 de final d'any el 2017 i el 2018.

### Oină
Oină és un esport tradicional romanès amb semblances amb el beisbol.

### Boxa
La boxa és popular a Romania, especialment a les emissions de televisió. Entre els famosos boxejadors hi ha Nicolae Linca, Francisc Vaştag, Mihai Leu, Lucian Bute, Leonard Doroftei i Adrian Diaconu.

### Rem i piragüisme

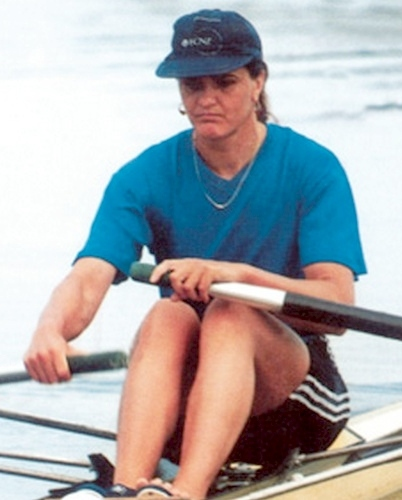
Elisabeta Lipă és la remera més decorada de la història dels Jocs Olímpics.

Els remers romanesos han obtingut nombrosos èxits, incloses 35 medalles olímpiques (18 d'or) per rem i 34 medalles (10 d'or) per al piragüisme. Romania és una de les principals nacions de rem. Sovint compta amb moltes victòries cada any en els Campionats Mundials de rem júnior. A l'edat dels menors de 23 anys, Romania sol presentar un equip fort. Sovint medallant en els esdeveniments femenins.
L'equip de rem femení sènior femení és particularment fort. Han estat l'equip infantil del cartell pel que fa al rem femení. Actuen constantment a les vuit dones coxed. Als Jocs Olímpics, van guanyar la parella femenina.

### Escacs
Els escacs són bastant populars entre alguns grups, especialment els jubilats i els matemàtics. El jugador romanès més alt de la FIDE és el gran mestre Liviu-Dieter Nisipeanu.

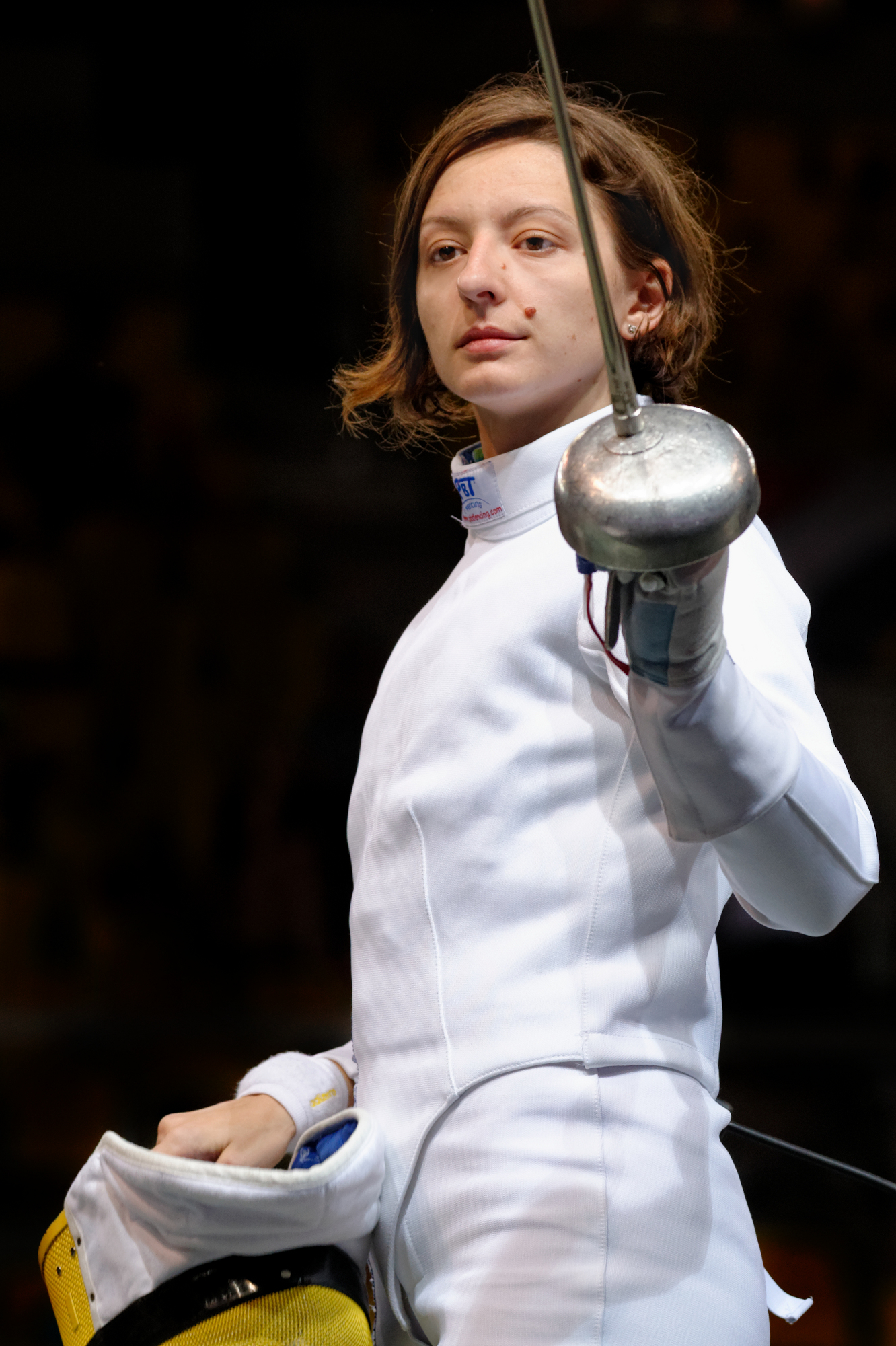
Actualment Ana Maria Popescu ocupa el lloc número 1 mundial de la FIE.

L'esgrima com a esport va ser introduïda a Romania al segle xix per mestres francesos. La primera competició nacional d'esgrima es va celebrar el 1921 i la Federació d'Esgrima de Romania es va crear el 1931. La primera esgrimista romanesa a aconseguir el podi en una important competició internacional va ser Maria Vicol, que va obtenir una medalla de plata al Campionat del Món Júnior de 1956 a Luxemburg.
Des de llavors, l'esgrima ha portat Romania vuit medalles d'l'equip olímpic-set Olímpics medalles individuals, incloent tres ors: Ion Drîmbă (floret) en els 1968 Jocs Olímpics d'Estiu a Mèxic, Laura Badea (paper d'alumini) en els Jocs Olímpics de 1996 a Atlanta, i Mihai Covaliu (sabre) als Jocs Olímpics d'estiu del 2000 a Sydney. Els esgrimistes romanesos també van obtenir 13 medalles d'or en els Campionats Mundials d'esgrima i 13 medalles d'or en els Campionats d'Europa d'esgrima. Sis romanesos participen al Saló de la Fama de la Federació Internacional d'Esgrima: Laura Badea, Mihai Covaliu, Ana Pascu, Petru Kuki, Ioan Pop i Reka Szabo. Tres atletes romanesos es troben actualment entre els deu esgrimistes més ben classificats: Ana Maria Brânză i Simona Gherman en épée femení i Tiberiu Dolniceanu en sabre masculí.

### Esports de motor
Transilvania Motor Ring és el primer circuit permanent de Romania i es va obrir el novembre de 2018 a prop de Târgu Mureș.

### Altres esports
Romania va tenir un èxit significatiu al atletisme al segle xx. Iolanda Balaș i Lia Manoliu són noms importants de mitjan segle xx.
El tennis de taula també és un esport amb bons resultats a Romania. Angelica Rozeanu va assolir un gran èxit en aquest esport als anys cinquanta. Elizabeta Samara és tres vegades campiona d'Europa de tennis de taula contemporània.

## Jocs Olímpics

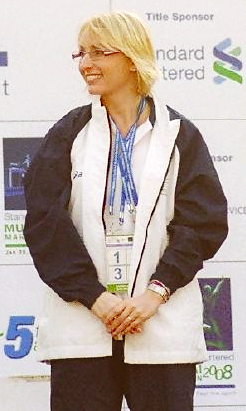
Gabriela Szabo, campiona olímpica i mundial de cursa de llarga distància i atleta de l'any i europea i mundial.

Potser una mica sorprenent per a un país de la seva mida, Romania ha estat un dels països amb més èxit en la història dels Jocs Olímpics d'Estiu (15è en general) amb un total de 307 medalles aconseguides al llarg dels anys, 89 de les quals són medalles d'or. Romania ha aparegut en 21 dels 28 Jocs Olímpics d'estiu. La nació va debutar als Jocs Olímpics d'Estiu de 1900, va aparèixer de nou tres vegades entre les guerres mundials i ha competit en tots els esdeveniments des dels Jocs Olímpics d'Estiu de 1952.